# Nordbayern
Unter Nordbayern versteht man den geographisch nördlichen Teil des deutschen Landes und Freistaates Bayern. Dazu zählen die zu Franken gehörenden Regierungsbezirke Unterfranken, Mittelfranken und Oberfranken sowie die Oberpfalz, die aber auch zu Ostbayern gezählt werden kann.

## Ämter und Behörden mit Zuständigkeit Nordbayern
- Autobahndirektion Nordbayern[1]
- Bergbauamt Nordbayern
- Finanzgericht Nürnberg
- Landesarbeitsgericht Nürnberg[2]
- Luftamt Nordbayern
- Vergabekammer Nordbayern
- Deutsche Rentenversicherung Nordbayern

## Wichtige Städte
Die wichtigste Stadt in Nordbayern und zweitgrößte Stadt Bayerns ist Nürnberg in Mittelfranken mit 529.508 Einwohnern. Weitere Großstädte in der Region sind Regensburg (Oberpfalz) mit 151.389 Einwohnern, gefolgt von Würzburg in Unterfranken mit 133.258 Einwohnern. Dahinter folgen Nürnbergs direkte Nachbarstädte Fürth mit 132.036 Einwohnern und Erlangen mit 115.928 Einwohnern als weitere Großstädte. Mit etwa 75.000 Einwohnern zählen Bamberg, Aschaffenburg und Bayreuth ebenfalls zu den wichtigsten Städten, gefolgt von Schweinfurt in Unterfranken mit rund 55.000 Einwohnern sowie Hof (Saale) in Oberfranken mit etwa 50.000 Einwohnern.

## Wichtige Verkehrsachsen
Bundesautobahnen
- A 3 Oberhausen – Köln – Frankfurt am Main – Aschaffenburg – Würzburg – Nürnberg – Regensburg – Passau
- A 6 Saarbrücken – Mannheim – Heilbronn – Nürnberg – Amberg – Nabburg – Waidhaus – Pilsen (CZ)
- A 7 Hamburg – Hannover – Kassel – Würzburg – Ulm – Allgäu
- A 70 Schweinfurt – Bamberg – Bayreuth
- A 71 Erfurt – Meiningen – Schweinfurt
- A 72 Hof – Plauen – Zwickau – Chemnitz – Borna (- Leipzig Fertigstellung voraussichtlich 2026)
- A 73 Suhl – Coburg – Bamberg – Forchheim – Erlangen – Nürnberg
- A 9 Berlin – Leipzig – Hof – Bayreuth – Nürnberg – München
- A 93 Autobahndreieck Hochfranken (A72/A9) – Hof – Weiden – Schwandorf – Regensburg – Autobahndreieck Holledau (A9)

Bundeswasserstraßen
- Main-Donau-Kanal – Verbindet den Main bei Bamberg mit der Donau bei Kelheim

Flugplätze mit Linienflugverkehr
- Flughafen Nürnberg – Einer der wichtigsten internationalen Flughäfen in Deutschland[4]

## Überschneidung mit Ostbayern
Die Oberpfalz wird zusammen mit Niederbayern auch zur Region Ostbayern zusammengefasst, was auf historische Gründe – in der Nachkriegszeit wurden beide Bezirke gemeinsam verwaltet – zurückzuführen ist. Die Zuordnung der Oberpfalz zu Ostbayern tritt zunehmend hinter der zu Nordbayern zurück. Ein wichtiger Grund ist die wirtschaftliche Ausrichtung der nördlichen und westlichen Oberpfalz zur Metropolregion Nürnberg. Zudem orientieren sich öffentliche bzw. halböffentliche Initiativen zunehmend am Nord-Süd-Schema, so dass der Begriff Ostbayern immer seltener Verwendung findet. Als jüngere Beispiele sind hier die Energieagentur Nordbayern oder das Netzwerk Nordbayern zu nennen. Demgegenüber steht, dass sich die OTH Amberg-Weiden und die OTH Regensburg seit 2013 „Ostbayerische Technische Hochschule“ nennen.